# Mona Seif
Mona Seif (Ägyptisch-Arabisch منى سيف, IPA: [ˈmonæ ˈseːf], * 12. März 1986) ist eine ägyptische Menschenrechtsaktivistin, bekannt für ihre Teilnahme an dissidenten Bewegungen während und nach der ägyptischen Revolution 2011, ihre kreative Art, soziale Medien in Kampagnen zu nutzen, und für ihre Arbeit zur Beendigung der Militärprozesse für zivile Demonstranten. Sie studiert Biologie und untersucht das BRCA1 Brustkrebsgen.

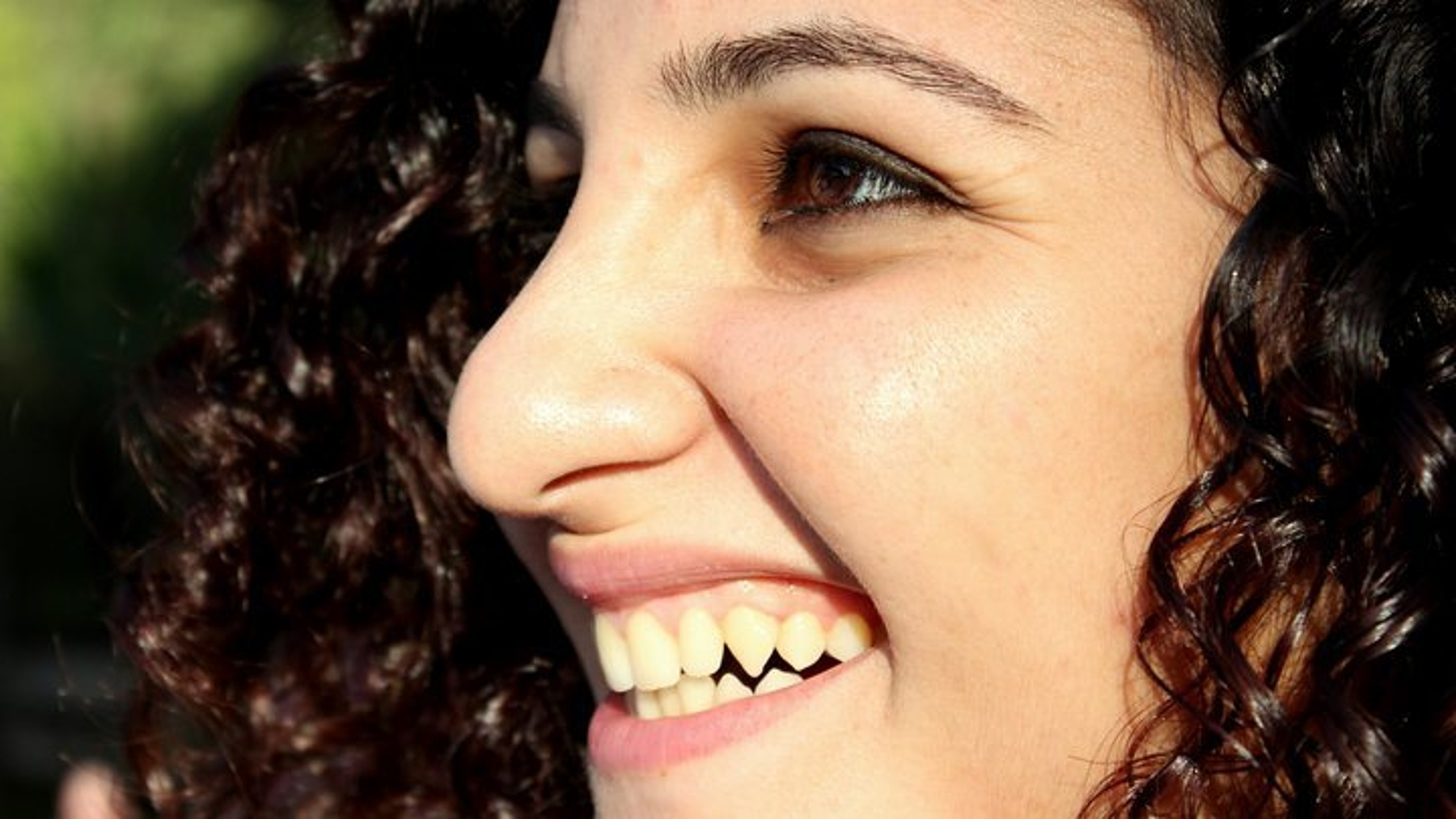
Mona Seif

## Hintergrund
Seif wuchs in einer Familie von Aktivisten auf, Politik war in ihrer Kindheit ein ständiges Thema. Ihr Vater, Ahmed Seif, der 2014 starb, war ein Menschenrechtsanwalt und Oppositionsführer, der während des Mubarak-Regimes fünf Jahre im Gefängnis verbrachte. Während seiner Haft wurde er gefoltert. Ihre Mutter, Laila Soueif, ist ebenfalls Aktivistin und Mathematikprofessorin. Sie half bei der Organisation von Demonstrationen gegen das Mubarak-Regime in den Jahrzehnten vor seinem Untergang. Ihre Mutter ist „auf den Straßen als frech und mutig bekannt und ist bei zahlreichen Gelegenheiten stabschwingenden Polizisten mit nichts anderem als ihrer schimpfenden, vernichtenden, dröhnenden Stimme und ihren stahlharten Augen entgegengetreten“.
Seifs Bruder Alaa Abd El-Fattah war Mitbegründer des ägyptischen Blog-Aggregators Manalaa und begann 2005, Missbrauch durch das Mubarak-Regime zu dokumentieren. Alaa wurde 2006 bei einer Demonstration verhaftet und 45 Tage lang inhaftiert. Mona Seif und Alaas Frau Manal halfen, eine Online-Kampagne zu organisieren, um ihn wieder zu befreien. Seifs jüngere Schwester, Sanaa Seif, ist ebenfalls Aktivistin und Demonstrantin der Opposition.
Seif ist Doktorandin in Biologie, mit Schwerpunkt in der Krebsforschung. Sie untersucht das BRCA1 Brustkrebsgen und sein Mutationsmuster bei ägyptischen Patientinnen. Sie sagt, sie habe zwei Vollzeitkarrieren: eine in der Krebsforschung und eine weitere im Menschenrechtsaktivismus.

## Revolution von 2011

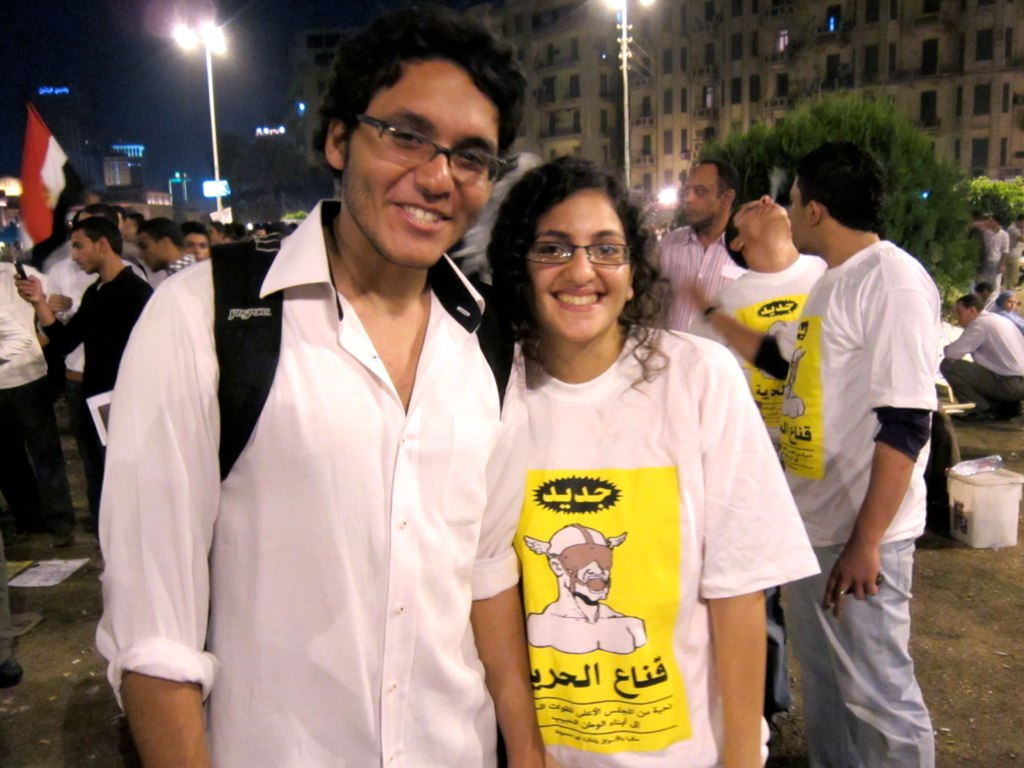
Nour (Ayman Nour's Sohn) & Mona Seif.

Im Jahr vor der Revolution engagierte sich Mona in der Dissidentenbewegung und nahm an Demonstrationen teil. Zwischen dem 25. Januar und dem 5. Februar nahmen die Mitglieder ihrer unmittelbaren Familie und viele Mitglieder ihrer Großfamilie an den Protesten auf dem Tahrirplatz teil.

## Nach Mubarak

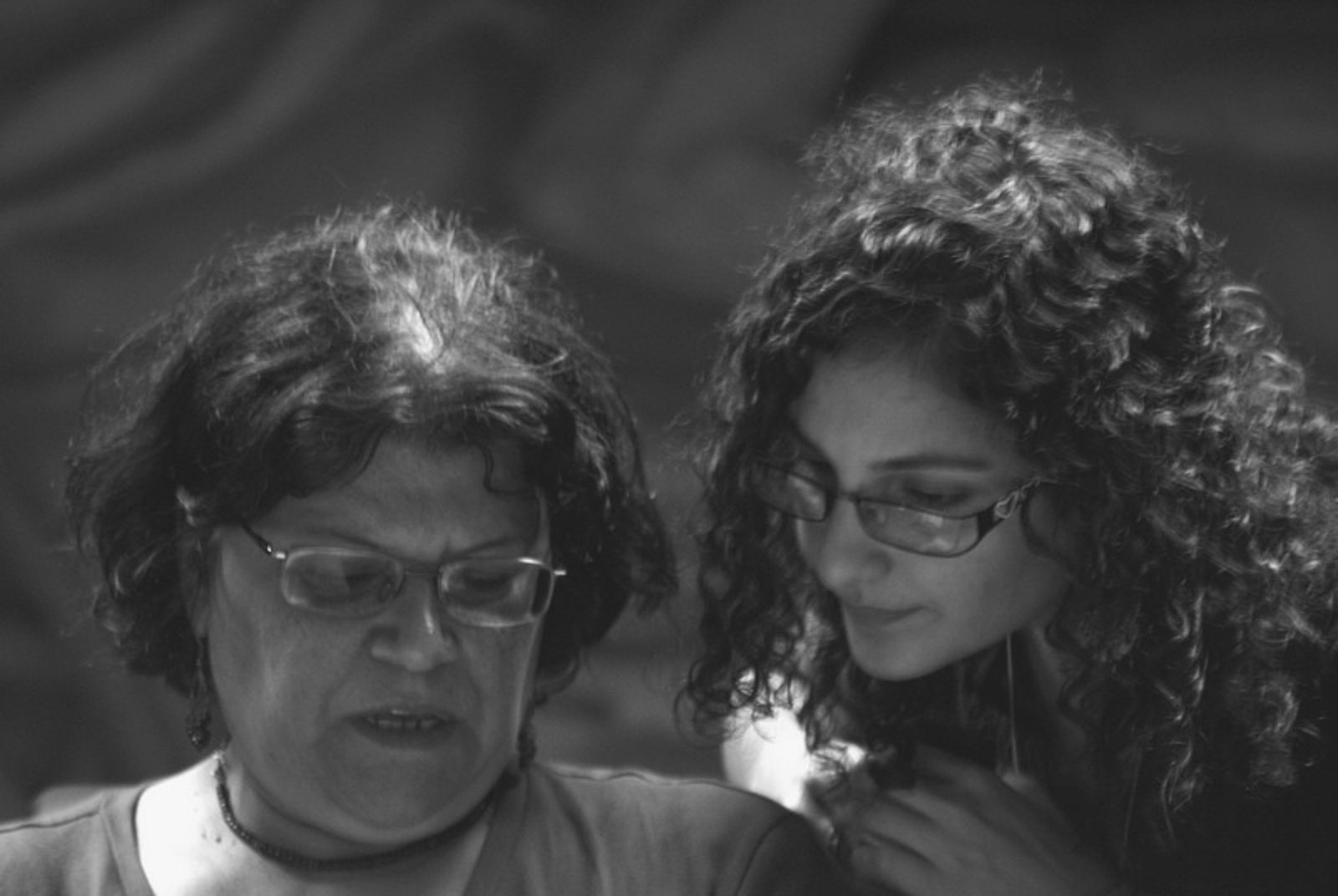
Dr. Aida Seif El Dawla und Mona Seif auf der „Anti-Torture“ Konferenz

Seif ist Mitbegründerin von No to Military Trials for Civilians. Die Gruppe fordert die auf die Freilassung der während der Revolution Inhaftierten, das Ende der Prozesse gegen Zivilisten durch Militärgerichte, die Übertragung all dieser zivilen Prozesse in die Zuständigkeit von Zivilgerichten, und die Untersuchung von Foltervorwürfen unter Beteiligung der Militärpolizei. Sie verfasste ihren Blog Ma3t, um über das Vorgehen der Militärpolizei gegen die Demonstranten von Tahir zu berichten, und bat die Leute, ihre Geschichten zu erzählen.
Seif kritisierte auch die Handlungen der ägyptischen Interimsregierung, dem Obersten Rat der Streitkräfte (SCAF), der die Freilassung von Demonstranten ohne vollständige Entlastung forderte: „Die Tatsache, dass sie Bewährungsstrafen bekommen haben, gibt ihnen nicht den Stolz, den sie als Revolutionäre verdienen, die nichts falsch gemacht haben.“
Seif schätzt, dass Militärgerichte seit der Amtsenthebung Mubaraks 7000 Zivilisten verurteilt haben. Sie stellt fest, dass sich der Ansatz des SCAF seit März geändert habe: Demonstranten bekommen nun vermehrt Bewährungsstrafen statt wie früher bis zu fünfjährige Haftstrafen. Sie vermutet, es handelt sich um einen Versuch, die regelmäßigen Protestmärsche zu stoppen, was auch auf den Druck der internationalen Menschenrechtsgruppen zurückzuführen sein könnte. 
Sie kritisiert weiterhin die Taktik des SCAF: „Wir haben Beweise dafür, dass das Militär im Moment gegen Demonstranten vorgeht (...) Sie wählten bekannte Persönlichkeiten des Tahrir-Protestes aus. Sie wählten Menschen aus, die bekannt waren, und sie folterten und verprügelten sie.... und wenn man die Zeugenaussagen der wenigen Entlassenen liest, gibt es immer noch viele Menschen, die verfassungswidrig festgehalten werden. Und du siehst, dass es nicht nur darum geht, dass sie gefoltert oder geschlagen werden, sondern es gibt auch ein Element der Armee, das versucht, den revolutionären Geist zu brechen.“
Es ist Teil von Seifs Projekt, freigelassene Gefangene darum zu bitten, aufzuzeichnen was ihnen zugestoßen ist. In manchen Fällen gelang es ihr, die Aussagen direkt nach der Entlassung zu bekommen und so auch noch Prellungen und Verletzungen aufzuzeichnen. Das Internet, so meint Seif, sei der einzige Weg, dieses Vorgehen zu bekämpfen.
Im Jahr 2012 war sie Finalistin des Front Line Award for Human Rights Defenders at Risk, der schließlich an den syrischen Blogger Razan Ghazzawi ging.
Als sie im März 2020 auf die hohe Gefährdung in ägyptischen Gefängnissen durch die COVID-19-Pandemie hinwies, wurde sie inhaftiert.

## Kontroversen
Als Seif April 2013 als Finalistin des von Human Rights Watch verliehenen Martin Ennals Award for Human Rights Defenders genannt wurde, wurden sie und Human Rights Watch für das kritisiert, was einige für eine entschlossene pro-palästinensische Haltung hielten. Die konkreten Anschuldigungen der pro-zionistischen UN WATCH waren, dass sie auf Twitter ihre Unterstützung für den Einsatz von Gewalt bei Angriffen auf die Gaspipeline Ägypten-Israel-Jordanien, die Invasion der israelischen Botschaft in Kairo, und Raketenangriffe auf Israel deutlich gemacht habe. Die Anschuldigungen wurden von Scott Long eingehend geprüft und abgewiesen. Die drei Tweets (von 93.000 untersuchten) zeigen laut ihm keinerlei Beweise für die Unterstützung von Gewalt.